# وانگهوا کمیکال
وانگهوا کمیکال (انگلیسی: Wanhua Chemical) شرکت صنایع شیمیایی چینی است، که در سال ۱۹۹۸ تأسیس شد.